# Isaac de Caus

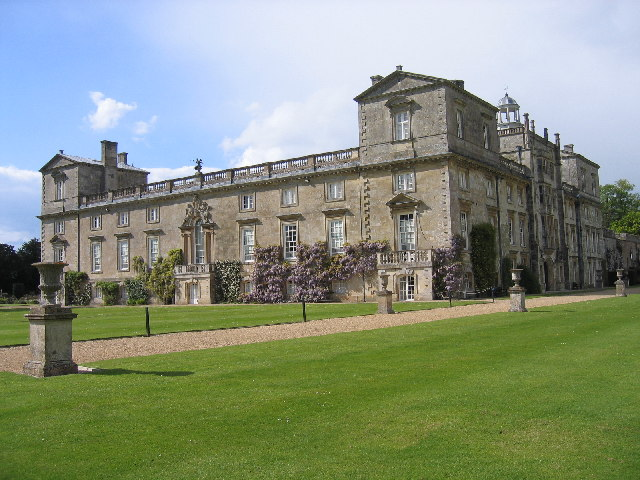
Wilton House in England, das größte Werk Isaac de Caus’

Isaac de Caus (auch de Caux, * 1590 in Dieppe; † 1648 in Paris), der jüngere Bruder des berühmteren Salomon de Caus, war ein französischer Architekt, Gartenarchitekt, Ingenieur und Radierer. Er arbeitete vorwiegend in England, wo er in enger Zusammenarbeit mit Inigo Jones in der ersten Hälfte des 17. Jahrhunderts zahlreiche Gärten gestaltete. Seine bekanntesten Werke sind die Grotte in Woburn Abbey und der größte Renaissancegarten Englands beim Wilton House (Bild), wo er die Grotte und Südfassade ebenfalls gestaltete.

## Biographie
Über das Verwandtschaftsverhältnis von I. de Caus mit Salomon de Caus herrscht, wie über manche Daten aus seinem Leben, Unsicherheit. I. de Caus wird auch als Neffe oder Sohn Salomon de Caus bezeichnet, wobei der Altersunterschied von nur 14 Jahren zu bedenken ist. I. de Caus scheint 1611 nach England gegangen zu sein und dort kurz mit Salomon de Caus zusammen gearbeitet zu haben. Für einen Besuch des Königs Ludwig XIII. in Dieppe 1617 errichtete er eine hydraulische Vorrichtung mit zwitschernden Vögeln und einer gekrönten Fontaine. Seine anderen bekannten Arbeiten sind in England lokalisiert, wo er 1634  eingebürgert wurde. Am 24. Februar 1648 wurde I. de Caus in Paris bestattet.

## Grotten und Gärten

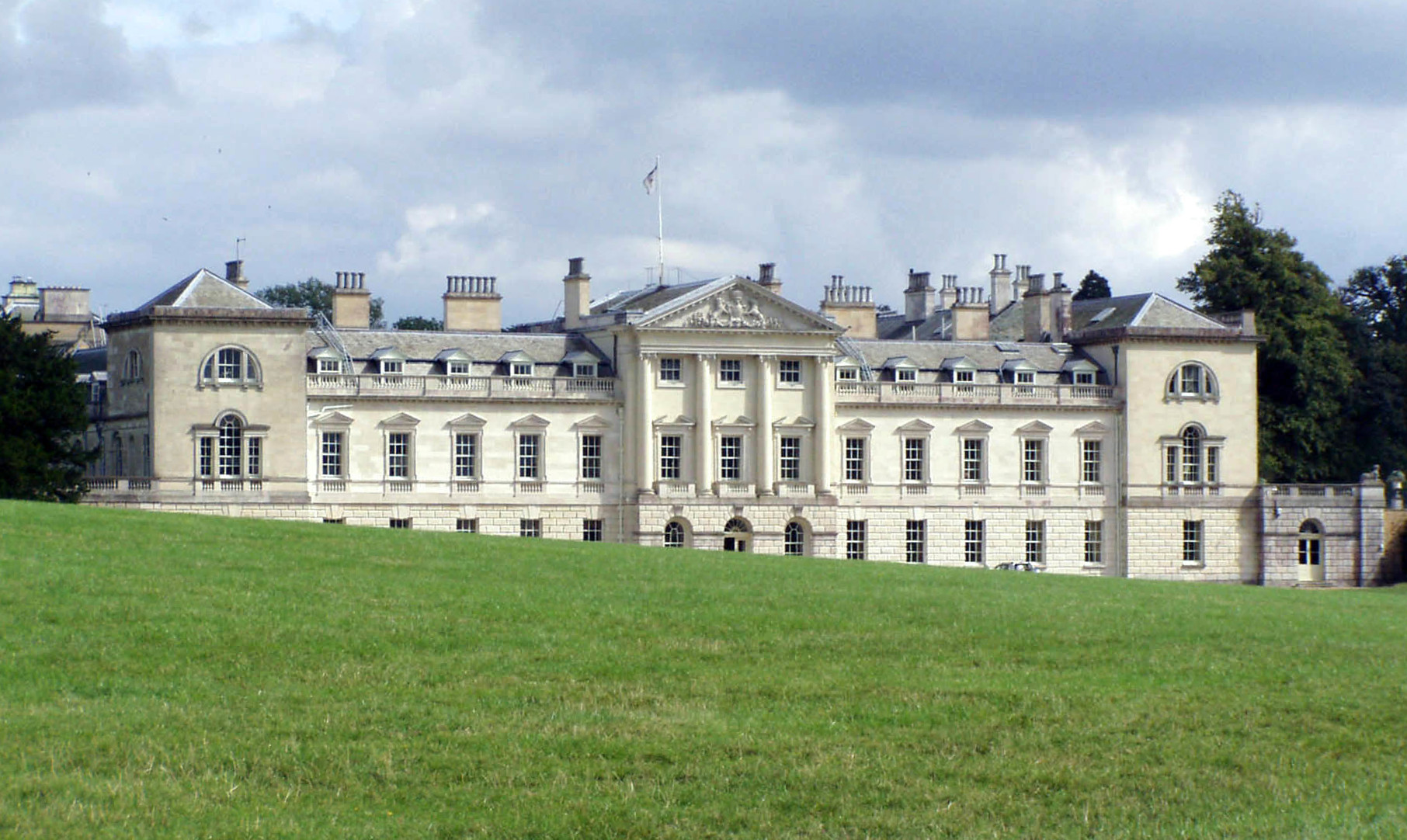
Woburn Abbey von Westen

I. de Caus’ erste, bekanntermaßen eigene Arbeit in England ist 1623 die Grotte im Keller des Banqueting House  in Whitehall, für das Inigo Jones als Architekt verantwortlich zeichnete. Der Kontakt mit Jones sollte sich für I. de Caus auch später als fruchtbar erweisen. Für Henry Clifford, 5. Earl of Cumberland, erschaffte er 1626 eine weitere Grotte und Friese im Desormais room des Torhauses des Skipton Castle. Die Grotte wurde im Bürgerkrieg stark beschädigt, hatte aber dieselbe Handschrift wie die Grotte in Woburn Abbey, die er für Francis Russell, 4. Earl of Bedford, erschuf. Die Zusammenarbeit mit Letzterem wurde von Inigo Jones initiiert und dauerte etwa 6 Jahre. Für Lucy Russell, Countess of Bedford, geborene Harington, gestaltete er 1627 den Garten des Herrenhauses in Moor Park und 1632 besagten Garten des Wilton House in Wiltshire.

## Architektonische Arbeiten
Philip Herbert, 4. Earl of Pembroke und Besitzer von Wilton House, beschloss auf Geheiß des Königs Karl I. den Garten errichten und die alte Südfassade neu aufbauen zu lassen. Der König empfahl seinen Hofarchitekt Inigo Jones, der allerdings in Greenwich gebunden war. So wurde das Projekt I. de Caus übertragen, der Jones’ Ratschläge zu berücksichtigen hatte. Die Südfassade und das Bedford Estate mit angrenzender Piazza in Covent Garden (1633/34) sind I. de Caus’ ersten architektonischen Arbeiten. Vermutlich in den 1640er Jahren erbaute er mehrere „courtier houses“. Heute gilt I. de Caus als bedeutender Architekt des klassizistischen Barocks Englands.

## Schriften

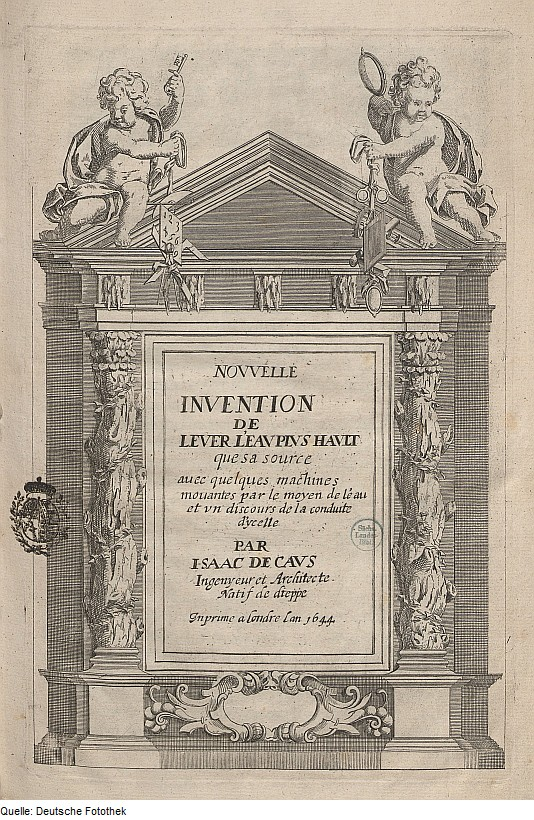
Titelblatt der „Nouvelle invention“

In seinem Buch „Nouvelle invention de lever l'eau plus hault que sa source avec quelques machines mouvantes par le moyen de l'eau, et un discours de la conduite d'icelle“(französisch Neue Erfindung Wasser über seine Quelle zu heben mit Hilfe einiger Maschinen, die von Wasser angetrieben sind, und einer Abhandlung über die Führung desselben) plagiiert I. de Caus in weiten Teilen das 30 Jahre früher erschienene Werk „Les raisons des forces mouvantes avec diverses machines“ von Salomon de Caus aus dem Jahr 1615, was dem Ansehen seiner Person und seines Werkes schadete. In seinem Buch konzentrierte sich I. de Caus auf die Grundlagen und die Techniken zur Anhebung von Wasser, wobei er auf die aristotelische Naturphilosophie zurückgriff, die Bewegungen in natürliche und naturwidrige, erzwungene unterteilt. In 26 Illustrationen erläuterte I. de Caus Wasserhebemaschinen und -antriebe, die durch Wasserräder und -pumpen bewegt wurden. Mögliche Absichten für die Abfassung des Werkes mögen das Einwerben von Aufträgen oder Erhöhung des Bekanntheitsgrades gewesen sein.
Das Buch wurde nach seinem Tod 1657 erneut von Thomas Davies aufgelegt und 1659 erschien in London bei Joseph Moxon die erste englische Übersetzung von John Leak. Durch eine Erweiterung des Titels, der den Antrieb eines Perpetuum mobiles und die Nützlichkeit für alle möglichen Leute (englisch all sorts of people)  ankündigte, erreichte Maxon einen Absatz, der eine Wiederauflage 1704 rechtfertigte.
In der Einleitung zu seinem Buch kündigte I. de Caus an, einen Kommentar zu Gewichten und in Wasser  sinkenden Gegenständen zu verfassen. Ebenso gibt es einen Hinweis auf ein Traktat über Geometrie und Perspektive. Existenz und Schicksal beider Werke sind jedoch unklar.

## Kunst
Die Radierung „Hortus Penbrochianus“ widmete I. de Caus 1630 seinem Meisterwerk Wilton Garden. Die Gartenvedute war vermutlich eine Präsentation für den Auftraggeber des geplanten Gartens, Philip Herbert, 4th Earl of Pembroke. Es ist das erste gestochene Gartenpanorama in England und ist der Heidelberger Gartenmonographie „Scenographia“ Salomon de Caus’ nachempfunden. 1645 erschien ein in der Dekoration leicht abgewandelter Stich.
Die Perspektive des Bildes gleicht jener, die sich von einem Obergeschoss des Landhauses zeigen würde. Der  von einer begehbaren Mauer eingerahmte rechteckige Garten besteht aus drei querliegenden Teilen, die durch Wege getrennt sind. Das Muster der Broderieparterre im vorderen Teil ist den Entwürfen von André Mollet entnommen, mit dem I. de Caus 1630 bis 33 in Somerset zusammenarbeite. Die vier Parterres zeigen mittig Brunnenanlagen mit Marmorskulpturen von Nicholas Stone. Eine Figur zeigt Venus, die ihren Sohn Cupid trägt, die zweite Diana mit ihrem Badetuch, die dritte Susanna, die sich einen Dorn aus dem Fuß zieht, und die vierte ist Kleopatra mit der Schlange. Quer durch das Mittelareal des Gartens fließt die Nadder, die vom Mittelweg überbrückt wird. Seitlich befinden sich Laubengänge, die sich im dritten, hinteren Teil des Gartens als Galerien fortsetzen. Zwischen dem mittleren und dem hinteren Teil liegen zwei querliegende Wasserbecken mit Säulen, deren rotierende Kronen Fontänen verspritzen. Im Zentrum des dritten Areals steht eine als Gladiator bezeichnete Skulptur. Im Hintergrund ist das Grottenhaus zu erkennen, das vom Belvedere eine Aussicht über den Garten und die Umgebung bietet.